# Liener György
Liener György (Debrecen, 1926. szeptember 14. – Budapest, 1981. február 17.) magyar szerkesztő, sportújságíró. Az autótípusokról írott, gazdagon illusztrált  könyvei a maguk idején Magyarországon hézagpótló jellegűek voltak.

## Életpályája
Budapesten géplakatos szakmát tanult 1941 és 1944 között, majd levelező tagozaton elvégezte az Autóipari Technikumot. 1945 és 1948 között esztergályosként dolgozott a Ford Motor Rt.-nél. 1948-ban az Országos Gépjárműügyi és Közúti Közlekedési Bizottságban, ezt követően 1949 és 1951 között az Állami Autóműszaki Intézetben dolgozott. 
1951-től haláláig  az Autó-Motor című lap szerkesztőségében dolgozott , különböző beosztásokban. 1974-től a lap főszerkesztő-helyettese volt. Számos ismeretterjesztő cikket írt. 

## Főbb művei
- Autótípusok (több átdolgozott kiadás: Budapest, 1958, 1961, 1964, 1969, 1971, 1977)